# 佐田之海貴士
佐田之海貴士，(1987年5月11日-），原名松村要，日本熊本縣熊本市出身的現役大相撲力士。他身高183cm、體重146kg。最高位置是西前頭筆頭（2015年7月場所）。血型O型。他所屬的相撲部屋是境川部屋。

## 早年生涯和相撲背景
松村是1980年代出羽海部屋所屬的速攻相撲力士，原小結佐田之海鴻嗣之子。他從小就渴望追隨父親的腳步成為力士，2003年從初中畢業後，他加入了由前小結兩國梶之助創立的境川部屋。

## 生涯
從2004年1月的比賽開始，他就取了他父親的四股名。作為一名較輕的力士，他多年來一直在努力取得成功，但在2007年11月，他以7-0的完美戰績成功奪得三段目優勝。這次總冠軍將他從三段目四十四枚目進入幕下第27枚目。儘管取得了這一成就，他仍在幕下奮鬥3年，直到2010年1月他再次以7-0的戰績奪得他的第二個優勝。這將使他成為幕下上位，在兩場比賽后，他於2010年7月首次晉升為受薪的十兩。這是14年來第一次將前關取的兒子提升至關取;最後一次是栃東父子。他在該級別輸了8場比賽，然後再次降級，他在十兩的最後一場比賽，腳踝脫臼。和以前一樣，他開始在幕下再次奮鬥，並將繼續在那裡進行12場比賽，然後再回來並最終在2014年1月重新進入十兩級別。
這一次，他很快就找到了自己的步伐，只通過兩場比賽督在5月進入幕入級別。他在首次亮相中獲得了10-5的戰績和敢鬥賞。相撲歷史學家指出，佐田之海重複了他父親在1980年的成就。這是相撲歷史上第一次這樣的重複。
佐田之海在他的幕內首次亮相之後的一些比賽中，當他出現在入土俵儀式時，會穿著繡著他家鄉的吉祥物熊本熊的化妝兜襠布宣傳他的家鄉。他患有慢性角膜疾病，嚴重限制了他的視力。為了避免冒險手術，他每天晚上都會穿著特殊的硬性隱形眼鏡，從而大大改善了他第二天的視力。
他在2015年3月比賽中排名前頭2枚目，與所有高級力士比賽，並取得了令人矚目的7-8分，他在下一場比賽中擊敗了橫綱日馬富士，也擊敗了最終的優勝力士照乃富士春雄。他被提名為殊勳賞力士，通常給予那些擊敗優勝力士或者橫綱並且獲得勝利記錄的人，但是由於他在默認情況下贏得一場胜利並且沒有獲得獎項，因此他發布了一個最低的獲勝記錄。儘管如此，他還是在2015年7月的錦標賽中晉升為前頭筆頭。從那時起他的成績一直令人失望，他從2015年7月到2016年7月連續七次負越。他在2016年9月以8-7獲得了勝利紀錄，但他得到了在2016年11月的錦標賽中又一次失利，僅得到3勝12負，這是他在幕內比賽中的最差戰績。 2017年3月比賽結束後，他被降級為十兩，然而，在東十兩筆頭他的9-6的記錄足以立即回歸幕內。由於右腿受傷，他錯過了2017年9月比賽的前五天，雖然他從第6天開始進入，但他無法阻止降回十兩。2018年3月，他以11-4的戰績贏得十兩優勝，在比賽中擊敗了明瀨山光彥，以確保他重返幕內。

## 個人生活
在一段五年的戀情關係之後，佐田之海於2017年6月與一位居住在部屋附近的護士結婚，約600名嘉賓參加了他們的婚禮。他們的第一個孩子預計在2018年1月出生。